# إلهام خوري
إلهام بشارة خوري (مواليد: القدس، 1954) مؤلفة ومترجمة متخصصة في علم الاجتماع. درست علم الاجتماع في جامعة بيرزيت، وتخرجت منها عام 1978. انضمت إلى حركات اليسار الفلسطيني وتحولت إلى الاتجاه الترتوسكي. غادرت الأراضي المحتلة إلى سوريا عام 1979.

## مؤلفاتها
ترجمت إلهام بشارة خوري إلى العربية:
1. كورت فالدهايم في سنوات الحرب -1988
2. فلسطين والفلسطينيين -1990